# La Gomera
La Gomera es una de las ocho islas del archipiélago canario (España), la segunda isla más pequeña (tercera si se incluye a La Graciosa, considerada una isla menor). La Gomera está situada en el océano Atlántico, en la parte occidental del archipiélago canario. Pertenece a la provincia de Santa Cruz de Tenerife. Su capital es San Sebastián de La Gomera, donde se ubica la sede del Cabildo Insular. Fue declarada reserva de la biosfera en 2012.
En el centro de la isla se encuentra el parque nacional de Garajonay, declarado Patrimonio de la Humanidad en 1986 por la Unesco, el primero declarado en Canarias. Por su parte el silbo gomero, un lenguaje silbado heredado de los aborígenes gomeros, también es Patrimonio de la Humanidad desde 2009. La Gomera tiene una población de 22 162 habitantes (2023) por lo que es la sexta isla de Canarias en cuanto a población. También ocupa el sexto lugar en extensión con una superficie de 369,76 km².

## Toponimia
Hay muchas teorías sobre la procedencia del nombre «Gomera». Algunas de estas teorías no tienen ningún rigor ni fundamento, como la que dice que su nombre proviene de Gomer, nieto de Noé. La teoría más avalada es que el nombre Gomera está relacionado con las tribus bereberes (hoy arabizadas) de Gomara en la región de Xauen en el norte de Marruecos (en castellano tenemos Peñón de Vélez de La Gomera y otros). Estas tribus son agrícolas y desconocen la navegación igual que los oriundos de la isla canaria del mismo nombre, con lo cual se piensa que pudieron ser llevados en su día por algún pueblo de navegantes.
El nombre «Gomera» aparece por primera vez en el libro El conocimiento de los Reinos del Mundo (circa 1350), una obra atribuida a un fraile aragonés que se cree castellanizó los topónimos que utilizaban los cartógrafos mallorquines en la designación de las islas. El primer mapa en el que aparece la isla y su topónimo es el Atlas de Cresques de 1375.
En Mallorca, el castillo del Temple fue levantado sobre un jardín musulmán de nombre Almunia Gumera, y con los años recibió el nombre de Fortaleza Gomera y quedaba en el límite noreste del barrio judío de forma que la muralla de la Fortaleza Gomera era el límite de la judería; en ese límite Abraham Cresques, coautor del Atlas mencionado con anterioridad, tenía su vivienda. El Peñón de Vélez de la Gomera fue conquistado por Castilla para sus dominios en 1508.
Los aborígenes de la isla se referían a ella precisamente como Ghomara, nombre que ha sido traducido como «notable» o «jefe». Los romanos conocían la isla como Iunonia o Junonia según se desprende de la obra Naturalis Historia de Plinio el Viejo.

## Geografía

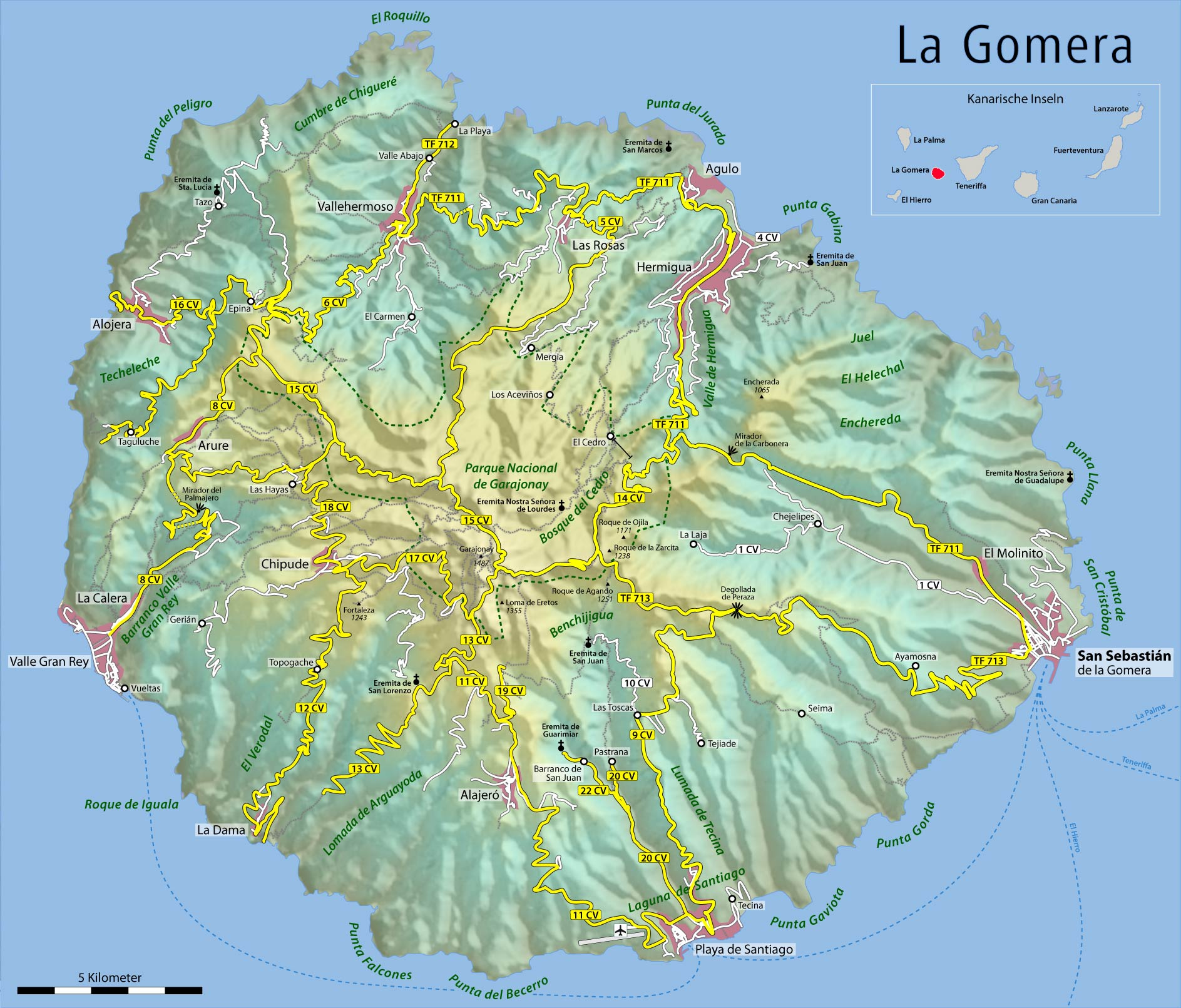
Mapa topográfico de La Gomera

La Gomera tiene una superficie de 369,76 km². Su punto más alto es el pico Garajonay, con 1487 m de altitud sobre el nivel del mar, que pertenece al parque nacional de Garajonay. La isla tiene unos 12 millones de años de antigüedad. También es conocida como la isla colombina, porque fue lugar de avituallamiento de Cristóbal Colón antes de partir al Nuevo Mundo en 1492.
La población de derecho de la isla es de 22 162 habitantes (2022). En los años 1950 llegó a tener alrededor de unos 30 000 habitantes.

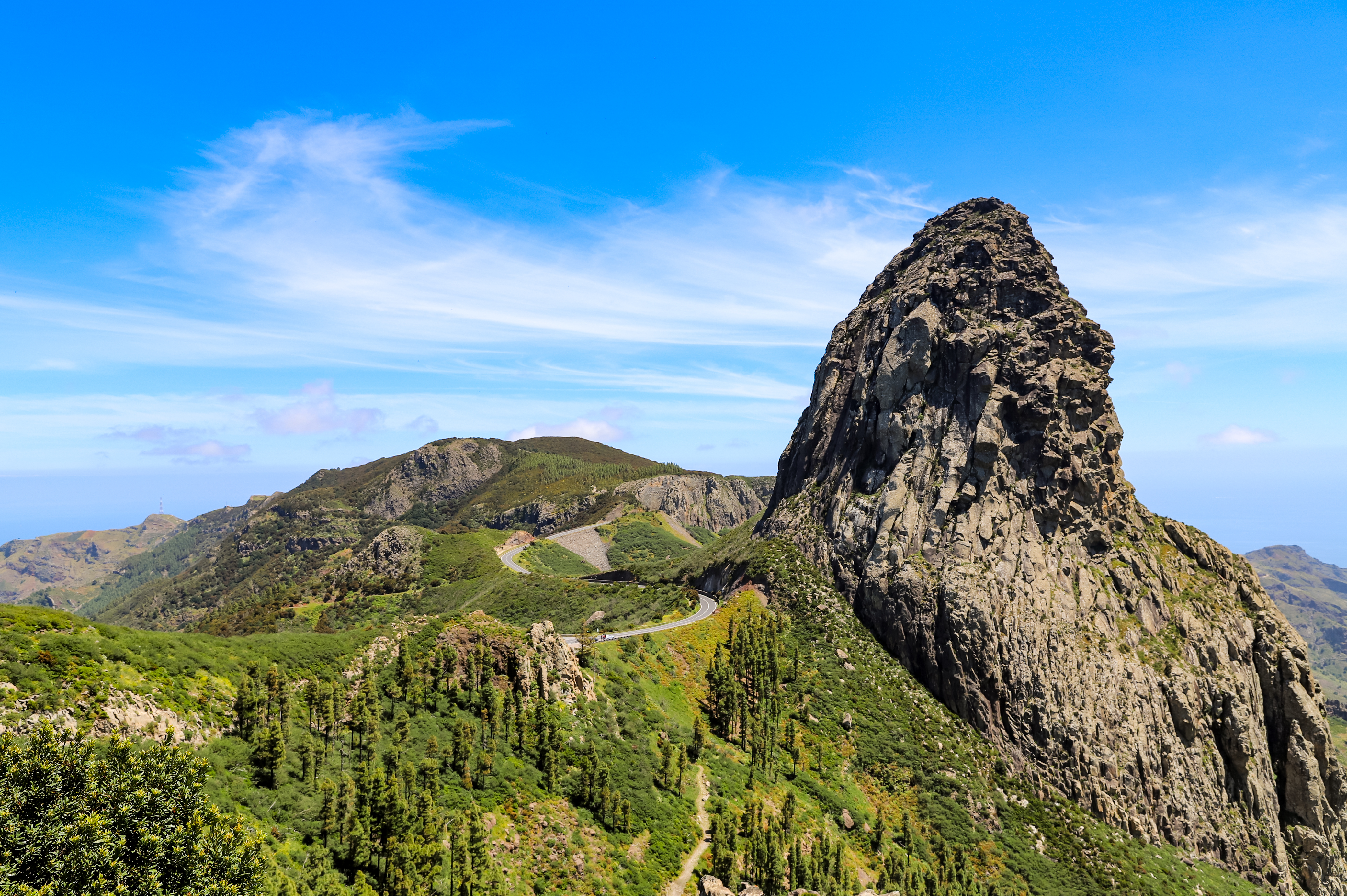
Roque de Agando en el parque nacional de Garajonay

La Gomera cuenta con el parque nacional de Garajonay, constituido en 1981 y posteriormente nombrado por la Unesco como Patrimonio de la Humanidad, el primero declarado en Canarias. Este alberga una joya natural propia del periodo terciario: el bosque de laurisilva. Dicha formación vegetal subtropical está formada por una gran variedad de árboles que conservan su follaje durante todo el año gracias a la alta humedad y a las suaves temperaturas. Este bosque, considerado una reliquia viviente, cubrió la cuenca del mediterráneo durante el terciario, y desapareció casi en su totalidad con las sucesivas glaciaciones. 
En Garajonay se pueden encontrar fayas, brezos, laureles y helechos, que presentan endemismos típicos del desarrollo en un entorno aislado y benigno. La zona se ve afectada por los vientos alisios, generando el llamado mar de nubes, por lo que la condensación del vapor de agua en las hojas de los árboles (lluvia horizontal) eleva de manera considerable la cantidad de agua en el terreno. El parque puede recorrerse fácilmente gracias a los numerosos senderos que lo atraviesan.

### Espacios naturales
En total los entornos bajo protección según la Red Canaria de Espacios Naturales Protegidos son 17:

#### Parques nacionales
- Parque nacional de Garajonay

#### Reservas naturales integrales
- Benchijigua

#### Reservas naturales especiales
- Puntallana

#### Parques naturales
- Parque natural de Majona

#### Parques rurales
- Valle Gran Rey

#### Monumentos naturales
- Monumento natural de Los Órganos
- Monumento natural de Roque Cano
- Monumento natural de Roque Blanco
- Monumento natural de La Fortaleza
- Monumento natural del Barranco del Cabrito
- Monumento natural de La Caldera
- Monumento natural del Lomo del Carretón
- Monumento natural de Los Roques

#### Paisajes protegidos
- Orone

#### Sitios de interés científico
- Acantilados de Alajeró
- Charco del Conde
- Charco de Cieno

### Flora y fauna

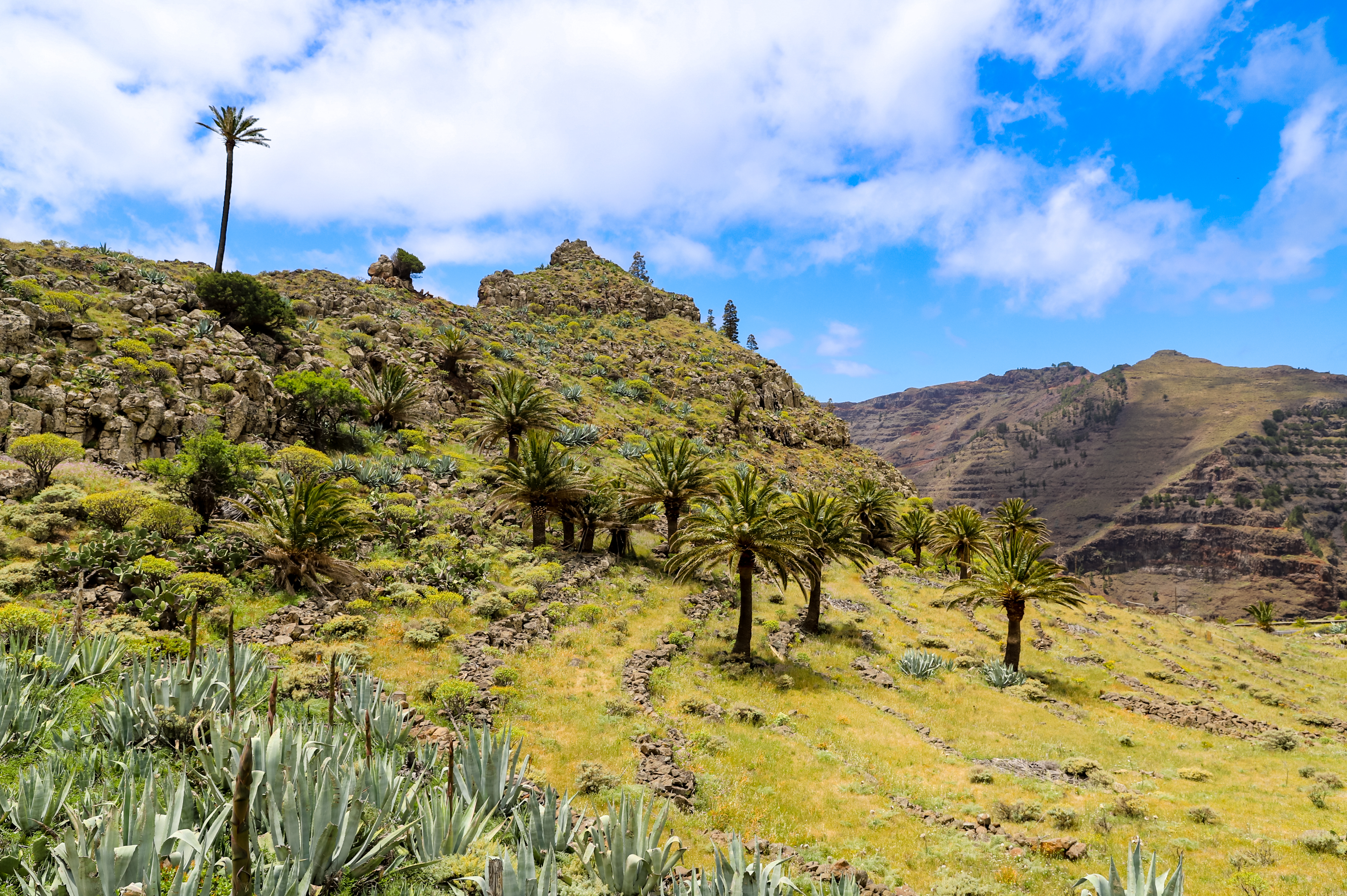
Paisaje en La Gomera

Además de las especies propias de la laurisilva la isla cuenta con gran número de endemismos vegetales, que hacen que sea rica en biodiversidad. En 2019 fue descrita el Lotus gomerythus, vegetal perteneciente al género Lotus del que se localizó un único ejemplar en lo alto de un roque de naturaleza sálica, situado entre dos grandes barrancos del sureste de la isla.
Entre los endemismos animales de la isla destaca el lagarto gigante de La Gomera (Gallotia bravoana), un reptil que está en peligro crítico según la Lista Roja de la IUCN. Se creía extinto hasta junio de 1999, cuando un equipo de investigadores de la Universidad de La Laguna halló una pequeña población en los acantilados de la Mérica. El hábitat salvaje actual del lagarto se ubica en el Risco de la Mérica, en el Valle Gran Rey. En el mismo municipio se encuentra un centro de recuperación para la cría en cautividad de la especie que gestiona el cabildo insular y donde han nacido más de 300 ejemplares.

### Geología

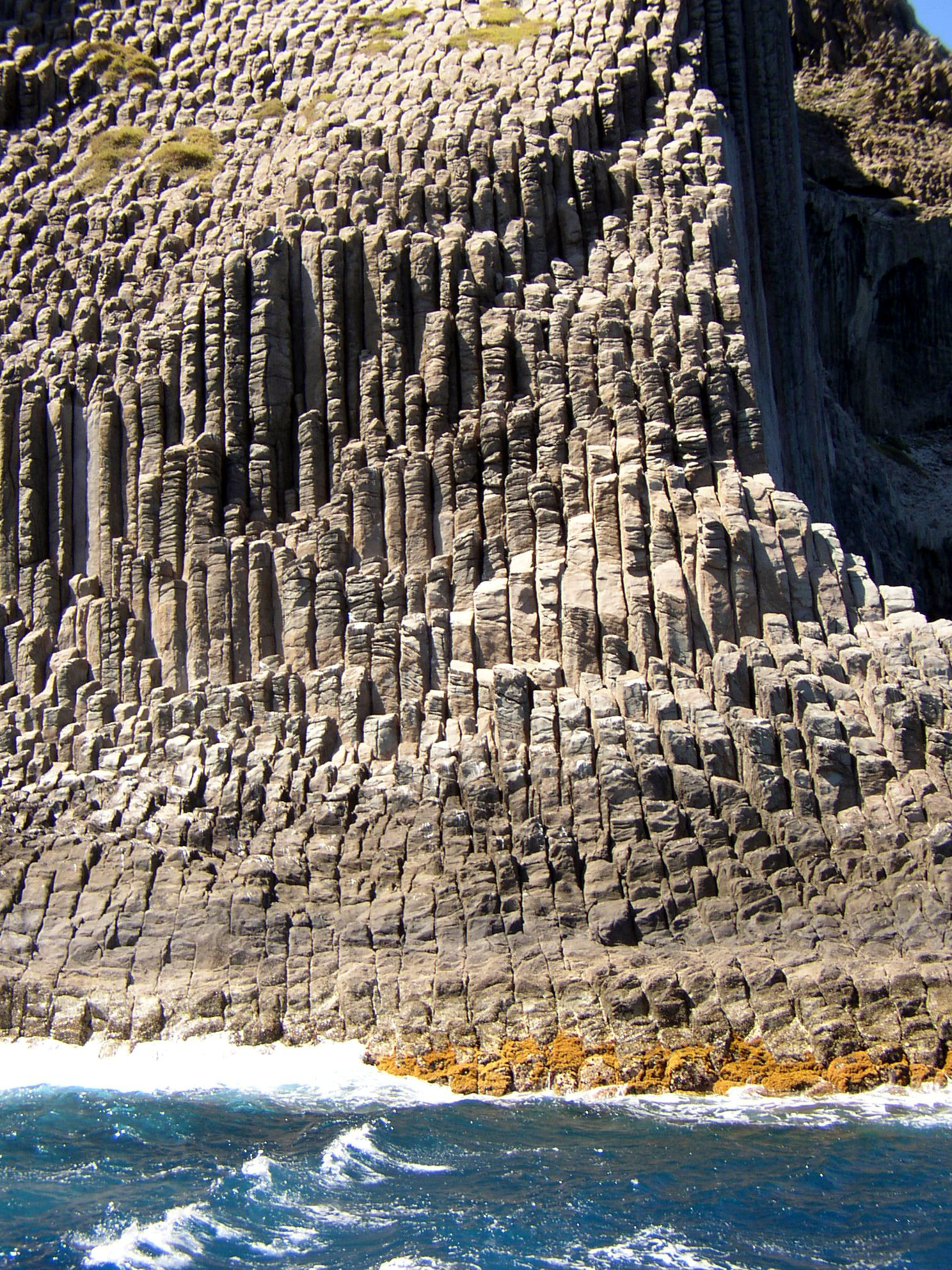
Los Órganos

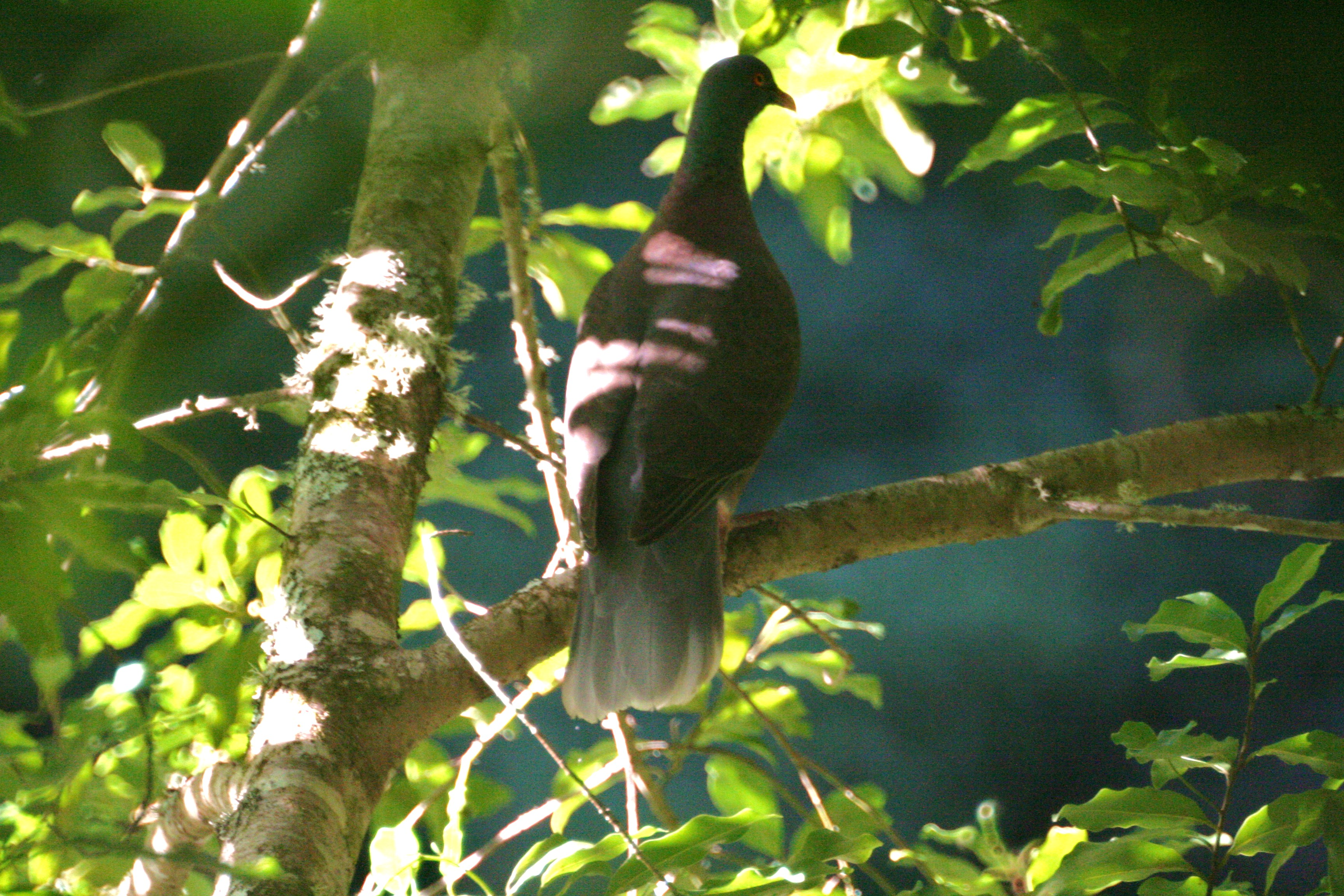
Paloma rabiche

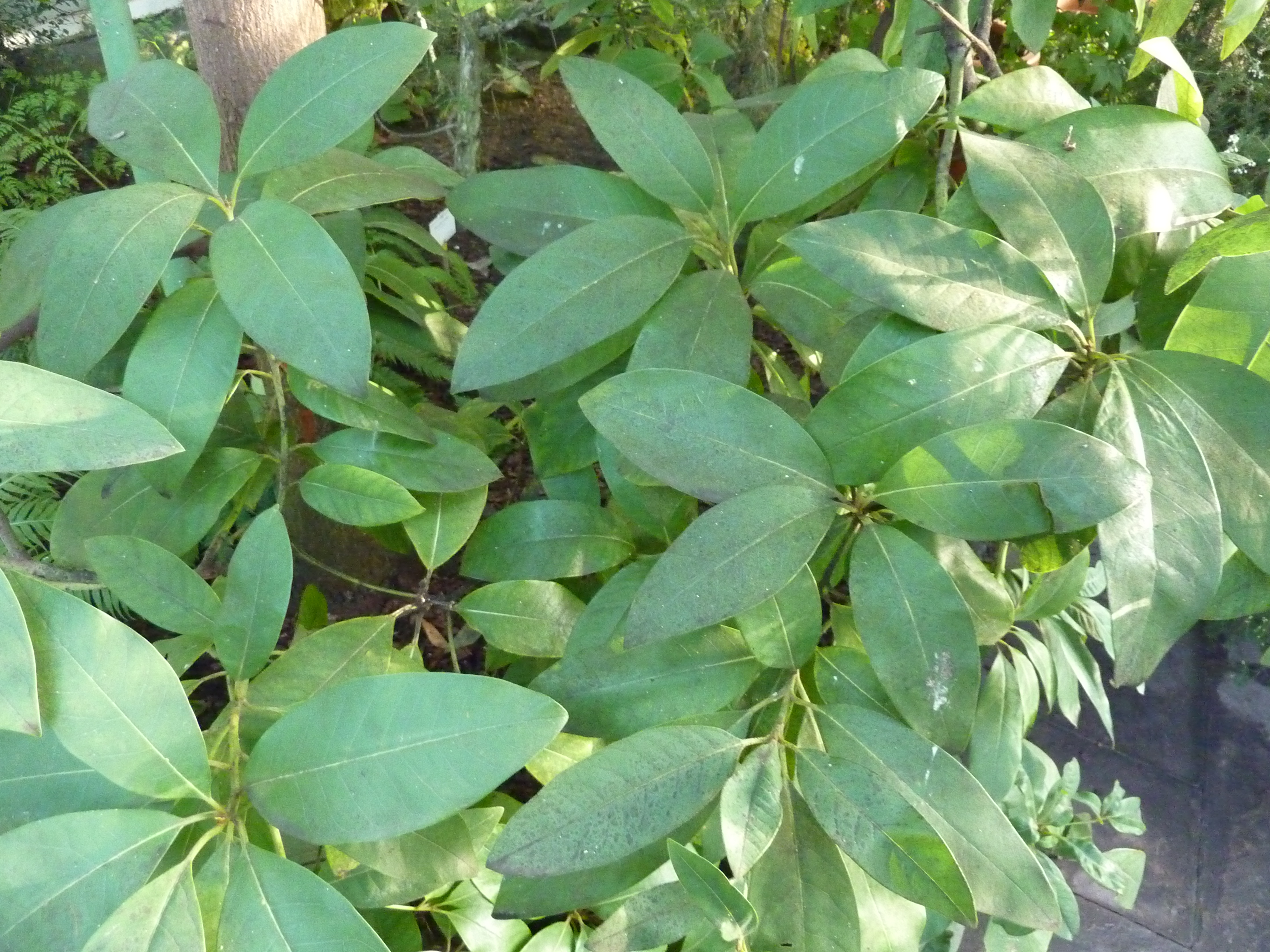
Viñátigo

La Gomera, al igual que el resto de las Canarias, es una isla volcánica. No obstante, los episodios volcánicos pueden considerarse cosa del pasado: las últimas erupciones se produjeron hace unos dos millones de años. La erosión del agua ha trazado numerosos barrancos, y en la costa ha delineado prominentes acantilados: ejemplo de ello es el espacio natural protegido de Los Órganos, al norte de la isla. Los Órganos constituyen una muestra de columnatas basálticas, formadas por el lento enfriamiento de lava en un antiguo cráter.

### Clima
El clima de La Gomera no difiere en gran medida de las condiciones meteorológicas de las islas occidentales. Las zonas altas de la isla reciben más lluvias que las zonas costeras, lo mismo que ocurre en la zona norte con respecto a la zona sur. Las temperaturas se mantienen estables durante todo el año registrándose las más altas durante el verano. El fenómeno de la lluvia horizontal tiene mucha importancia en el parque nacional de Garajonay, donde se deposita el agua contenida en las brumas creando un tupido bosque de laurisilva.
| Parámetros climáticos promedio de Observatorio de La Gomera (219 m s. n. m.) (Periodo de referencia: 1991-2020, extremas: 2000-presente) | Parámetros climáticos promedio de Observatorio de La Gomera (219 m s. n. m.) (Periodo de referencia: 1991-2020, extremas: 2000-presente) | Parámetros climáticos promedio de Observatorio de La Gomera (219 m s. n. m.) (Periodo de referencia: 1991-2020, extremas: 2000-presente) | Parámetros climáticos promedio de Observatorio de La Gomera (219 m s. n. m.) (Periodo de referencia: 1991-2020, extremas: 2000-presente) | Parámetros climáticos promedio de Observatorio de La Gomera (219 m s. n. m.) (Periodo de referencia: 1991-2020, extremas: 2000-presente) | Parámetros climáticos promedio de Observatorio de La Gomera (219 m s. n. m.) (Periodo de referencia: 1991-2020, extremas: 2000-presente) | Parámetros climáticos promedio de Observatorio de La Gomera (219 m s. n. m.) (Periodo de referencia: 1991-2020, extremas: 2000-presente) | Parámetros climáticos promedio de Observatorio de La Gomera (219 m s. n. m.) (Periodo de referencia: 1991-2020, extremas: 2000-presente) | Parámetros climáticos promedio de Observatorio de La Gomera (219 m s. n. m.) (Periodo de referencia: 1991-2020, extremas: 2000-presente) | Parámetros climáticos promedio de Observatorio de La Gomera (219 m s. n. m.) (Periodo de referencia: 1991-2020, extremas: 2000-presente) | Parámetros climáticos promedio de Observatorio de La Gomera (219 m s. n. m.) (Periodo de referencia: 1991-2020, extremas: 2000-presente) | Parámetros climáticos promedio de Observatorio de La Gomera (219 m s. n. m.) (Periodo de referencia: 1991-2020, extremas: 2000-presente) | Parámetros climáticos promedio de Observatorio de La Gomera (219 m s. n. m.) (Periodo de referencia: 1991-2020, extremas: 2000-presente) | Parámetros climáticos promedio de Observatorio de La Gomera (219 m s. n. m.) (Periodo de referencia: 1991-2020, extremas: 2000-presente) |
| Mes | Ene. | Feb. | Mar. | Abr. | May. | Jun. | Jul. | Ago. | Sep. | Oct. | Nov. | Dic. | Anual |
| --- | --- | --- | --- | --- | --- | --- | --- | --- | --- | --- | --- | --- | --- |
| Temp. máx. abs. (°C) | 27.8 | 29.1 | 35.9 | 36.5 | 39.3 | 37.8 | 42.2 | 42.8 | 40.1 | 36.3 | 32.6 | 28.0 | 42.8 |
| Temp. máx. media (°C) | 20.6 | 20.6 | 21.4 | 22.0 | 23.1 | 24.5 | 26.4 | 27.3 | 26.7 | 25.8 | 23.6 | 21.5 | 23.6 |
| Temp. media (°C) | 17.7 | 17.5 | 18.1 | 18.7 | 19.8 | 21.2 | 23.0 | 23.9 | 23.6 | 22.8 | 20.7 | 18.8 | 20.5 |
| Temp. mín. media (°C) | 14.7 | 14.4 | 14.7 | 15.4 | 16.4 | 17.9 | 19.5 | 20.5 | 20.4 | 19.7 | 17.8 | 16.0 | 17.3 |
| Temp. mín. abs. (°C) | 10.6 | 10.0 | 9.8 | 10.7 | 12.5 | 14.4 | 16.3 | 16.7 | 17.3 | 14.4 | 13.6 | 12.2 | 9.8 |
| Precipitación total (mm) | 21.1 | 31.6 | 16.5 | 6.5 | 1.8 | 0.2 | 0.0 | 1.4 | 3.9 | 29.5 | 25.7 | 42.7 | 180.7 |
| Días de precipitaciones (≥ 1.0 mm) | 2.4 | 3.4 | 2.4 | 1.3 | 0.4 | 0.1 | 0.0 | 0.3 | 0.6 | 2.8 | 2.3 | 3.8 | 19.9 |
| Humedad relativa (%) | 62 | 63 | 64 | 65 | 66 | 69 | 70 | 71 | 73 | 69 | 66 | 65 | 67 |
| Fuente: Agencia Estatal de Meteorología                                                                                                  | | | | | | | | | | | | | |

#### Tabla climatológica de La Gomera
| Datos climáticos     | Enero | Febrero | Marzo | Abril | Mayo | Junio | Julio | Agosto | Septiembre | Octubre | Noviembre | Diciembre |
| Temperatura diurna   | 21    | 21      | 22    | 23    | 24   | 25    | 27    | 29     | 28         | 26      | 24        | 22        |
| Temperatura nocturna | 15    | 15      | 15    | 16    | 17   | 18    | 20    | 21     | 20         | 19      | 18        | 16        |
| Horas de sol al día  | 6     | 6       | 7     | 8     | 9    | 9     | 9     | 9      | 8          | 7       | 6         | 5         |
| Días de lluvia/mes   | 6     | 4       | 3     | 2     | 2    | 1     | 0     | 0      | 2          | 5       | 6         | 7         |
| Temperatura del agua | 19    | 18      | 18    | 18    | 19   | 20    | 21    | 22     | 23         | 23      | 21        | 20        |

### Símbolos naturales de la isla
Según una ley del Gobierno de Canarias, los símbolos naturales de La Gomera desde 1991 son la paloma rabiche y el viñátigo.

## Economía

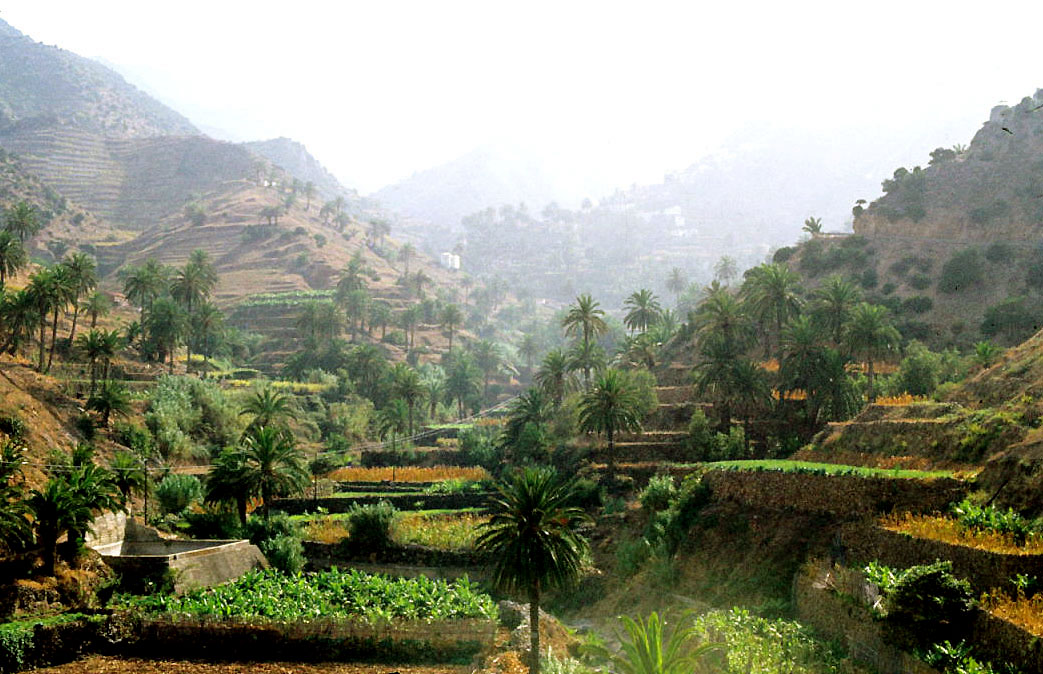
Cultivos aterrazados en 1977

La economía insular se ha basado históricamente en la agricultura. En las zonas llanas predomina el cultivo de plátanos, papaya, mango y aguacate. No obstante, la producción es pequeña, de tipo familiar, y se dedica al autoabastecimiento de la isla. En laderas de las montañas y barrancos, los cultivos se realizan en terrazas. Básicamente se plantan papas (patatas) y algunas hortalizas. La ganadería de la isla se compone de cabras, así el queso fresco y curado, realizado aún de forma artesanal, es otro de los productos típicos gastronómicos de la isla.
En los últimos años, el desarrollo económico se ha orientado hacia el turismo, especialmente en el rural. El senderismo, excursionismo, pesca y ciclismo de montaña, son los deportes más practicados por el turismo en la isla. Pese a que la isla carece de grandes centros turísticos, desde el Cabildo se han llevado a cabo una serie de programas para restaurar casas antiguas y convertirlas en pequeños hoteles rurales.

## Infraestructuras y servicios

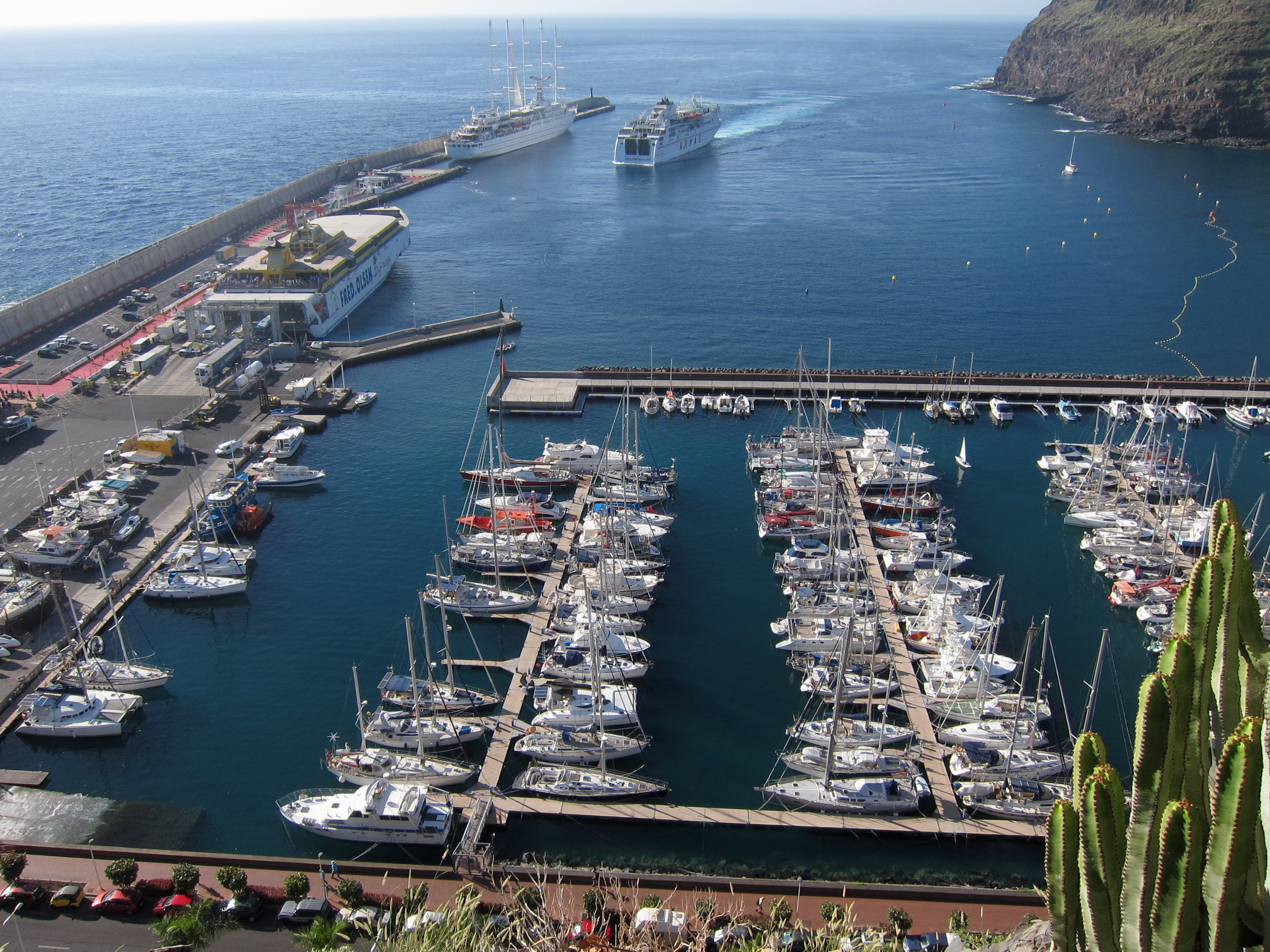
Puerto de San Sebastián de La Gomera

Generalmente se accede a La Gomera a través del barco. Dos compañías realizan conexiones regulares desde la isla al Puerto de Los Cristianos en el sur de Tenerife. Fred. Olsen Express realiza una travesía de unos 45 minutos de duración, desde el Puerto de San Sebastián de La Gomera. Por su parte, Naviera Armas ha actualizado su flota y opera con un barco de reciente construcción, el volcán de Taburiente, que tarda unos 50 minutos en hacer el trayecto entre el puerto de Los Cristianos y el de San Sebastián. Además, existe conexión directa con la isla de La Palma.
En 1999 se inauguró el aeropuerto de La Gomera, cerca de la localidad de Playa Santiago, municipio de Alajeró. La pista de aterrizaje es demasiado pequeña por lo que no pueden operar vuelos chárter, siendo utilizado el aeropuerto sólo para conexiones insulares. La compañía Binter Canarias realiza diariamente dos vuelos desde los aeropuertos de Tenerife Norte y, solo en verano, Gran Canaria.

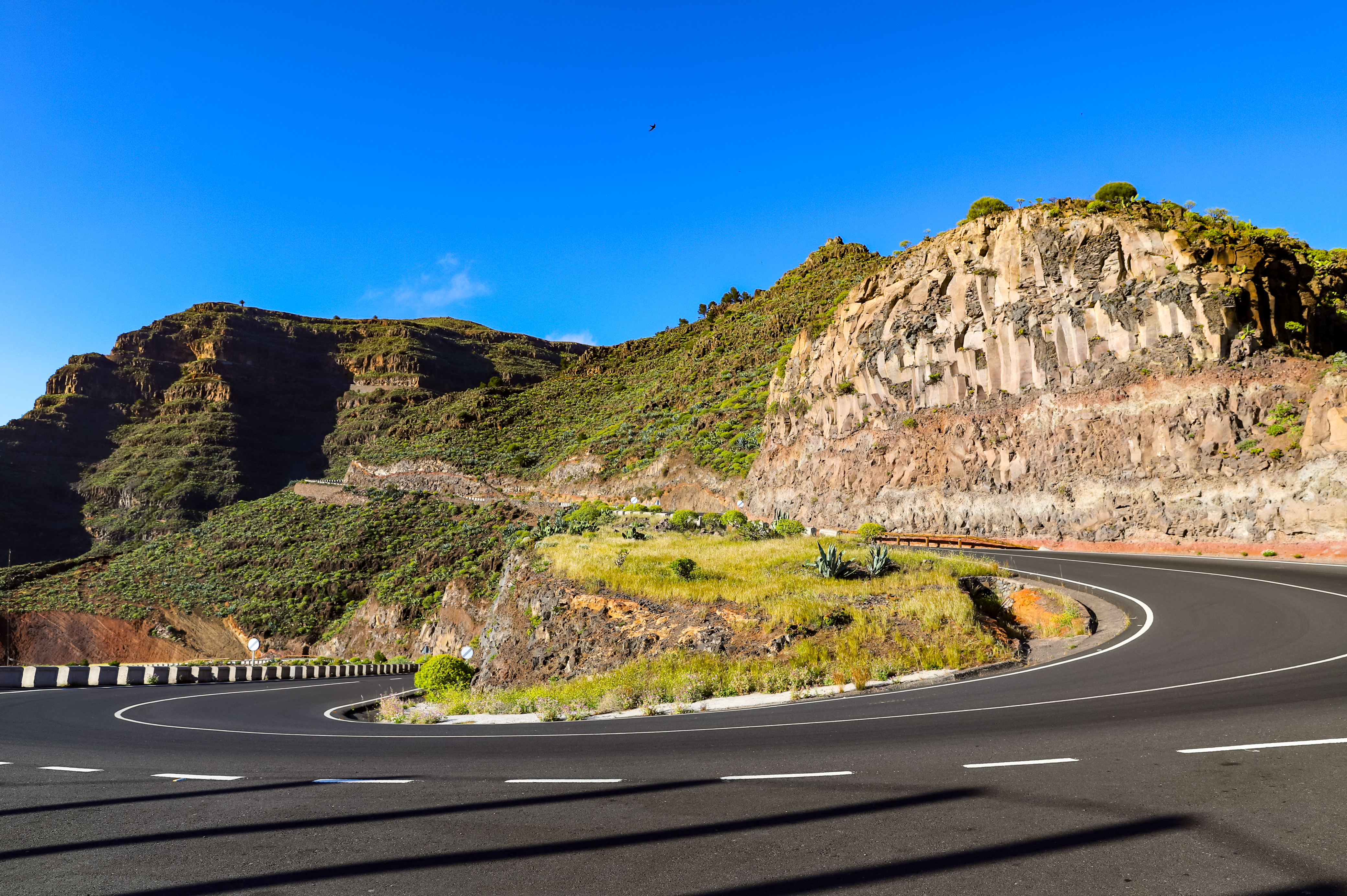
Tramo de la carretera GM-1

La red de carreteras de la isla conecta todas las poblaciones de la isla. Existe un servicio regular de guaguas que conecta San Sebastián de la Gomera, con todas las poblaciones. Sin embargo, la frecuencia es escasa y es difícil moverse de una localidad a otra utilizando este medio de transporte, porque el punto más lejano de un municipio a otro es de 90 minutos.
Hasta hace 2 años había transporte marítimo interno pero con la retirada de las subvenciones por parte de las distintas instituciones ya no existe este medio, y por lo tanto el coche particular o de alquiler es el más utilizado.
A partir de 2017, el servicio marítimo interno ha sido restablecido por Fred Olsen Express con su buque Benchi Express, mientras que a partir de 2018 Naviera Armas iniciaría la ruta San Sebastián de la Gomera-Valle Gran Rey con varios buques, todos alquilados, excepto uno de ellos, que es en propiedad.

### Sanidad
La isla cuenta con el Hospital Nuestra Señora de Guadalupe ubicado en el municipio de San Sebastián de La Gomera, capital de la isla. Atiende a la población del Área de Salud de La Gomera, conformada por los 6 municipios de la isla. Su Hospital de Referencia es el Hospital Universitario Nuestra Señora de La Candelaria en Santa Cruz de Tenerife.

## Historia

### Los primeros pobladores

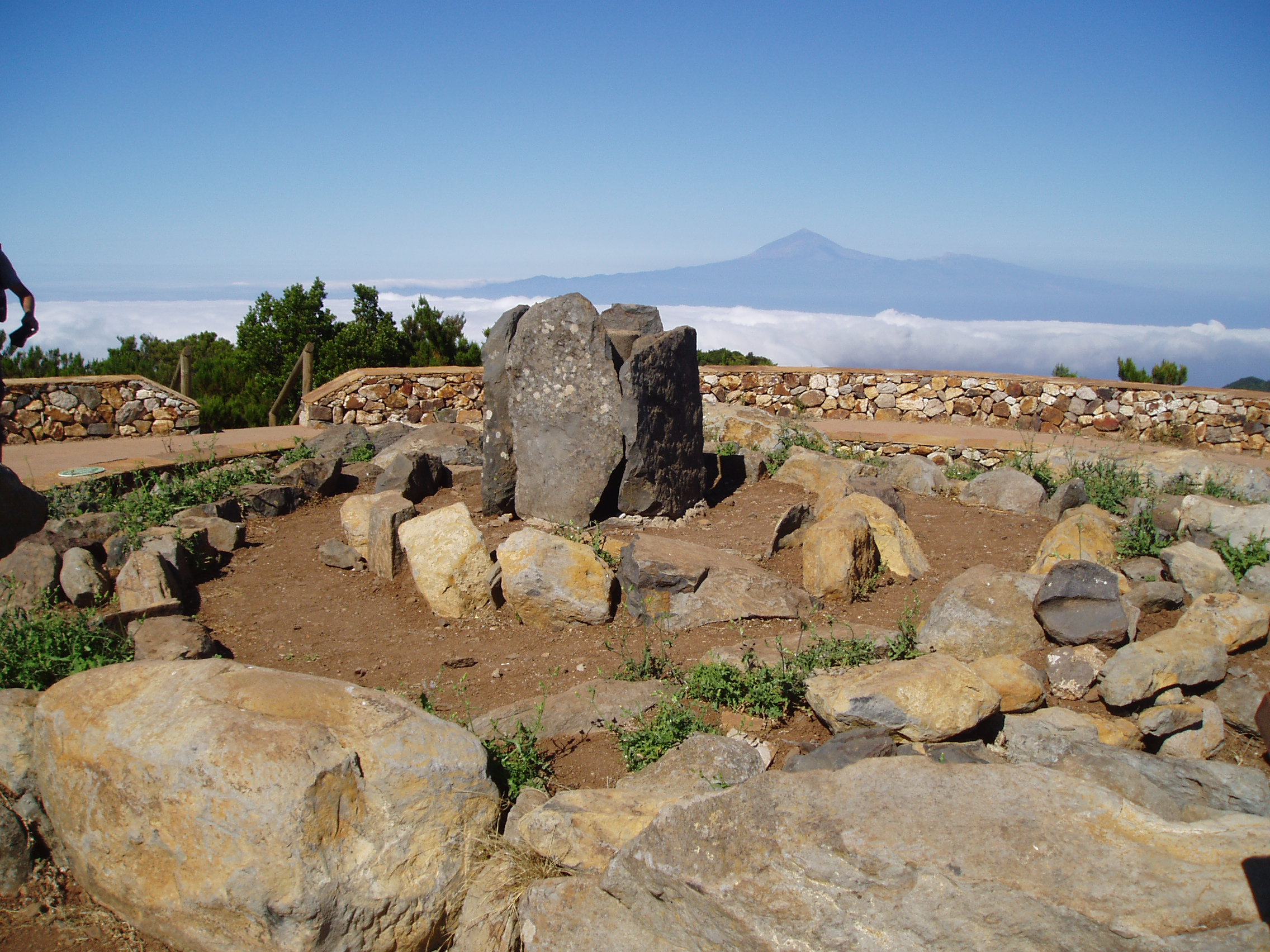
Réplica de Tagoror aborigen en la cima del Alto del Garajonay, con el Teide al fondo

La isla estaba poblada por los gomeros o gomeritas, indígenas de la isla. De ellos se conservan varias tradiciones, pero la más famosa es el lenguaje de los silbos (o silbo gomero), una forma de comunicación para superar las limitaciones de la accidentada orografía. Otras tradiciones vigentes de los aborígenes son la extracción de la savia de la palmera canaria (phoenix canariensis) para producir la miel de palma, el salto del pastor y el gofio.
Al comenzar la conquista, la isla se encontraba dividida en cuatro cantones: Mulagua, Hipalan, Orone y Agana, cuyos territorios se identifican con los grandes valles de Hermigua, San Sebastián, Valle Gran Rey y Vallehermoso, respectivamente.

### La Conquista y el Señorío de La Gomera
Se dice que La Gomera nunca fue conquistada y que a lo largo de los años cuando los nuevos pobladores europeos fueron estableciéndose en la isla, los aborígenes reconocieron su autoridad.
Los gomeros fueron un pueblo «inconformista» y «rebelde» que se levantaba cada vez que se cometía una tropelía o una injusticia hacia su pueblo. Esta isla, al igual que El Hierro, Lanzarote y Fuerteventura, estaba bajo un señorío, que duró hasta principios del siglo XIX, a diferencia del realengo en el que estaban las islas de La Palma, Tenerife y Gran Canaria. El señorío de la Gomera está relacionado con la familia Peraza que se caracterizó por su crueldad y por su tiranía. De hecho la reina de Castilla, Isabel la Católica, terminaría quitándole a la familia Peraza los derechos de conquista de las islas mayores como eran La Palma, Gran Canaria y Tenerife.
Hernán Peraza «el Viejo» se establece en La Gomera. Debido a la muerte de su hijo Guillén Peraza en una incursión en La Palma, le sucede Diego de Herrera, marido de Inés Peraza. Y a su muerte, el señorío fue repartido entre parte de sus hijos. La Gomera y el Hierro correspondieron a Hernán Peraza «el Joven». Se inicia entonces un periodo de significativa violencia, tanto por la gran represión contra el pueblo indígena como por las venganzas hacia otros conquistadores. 

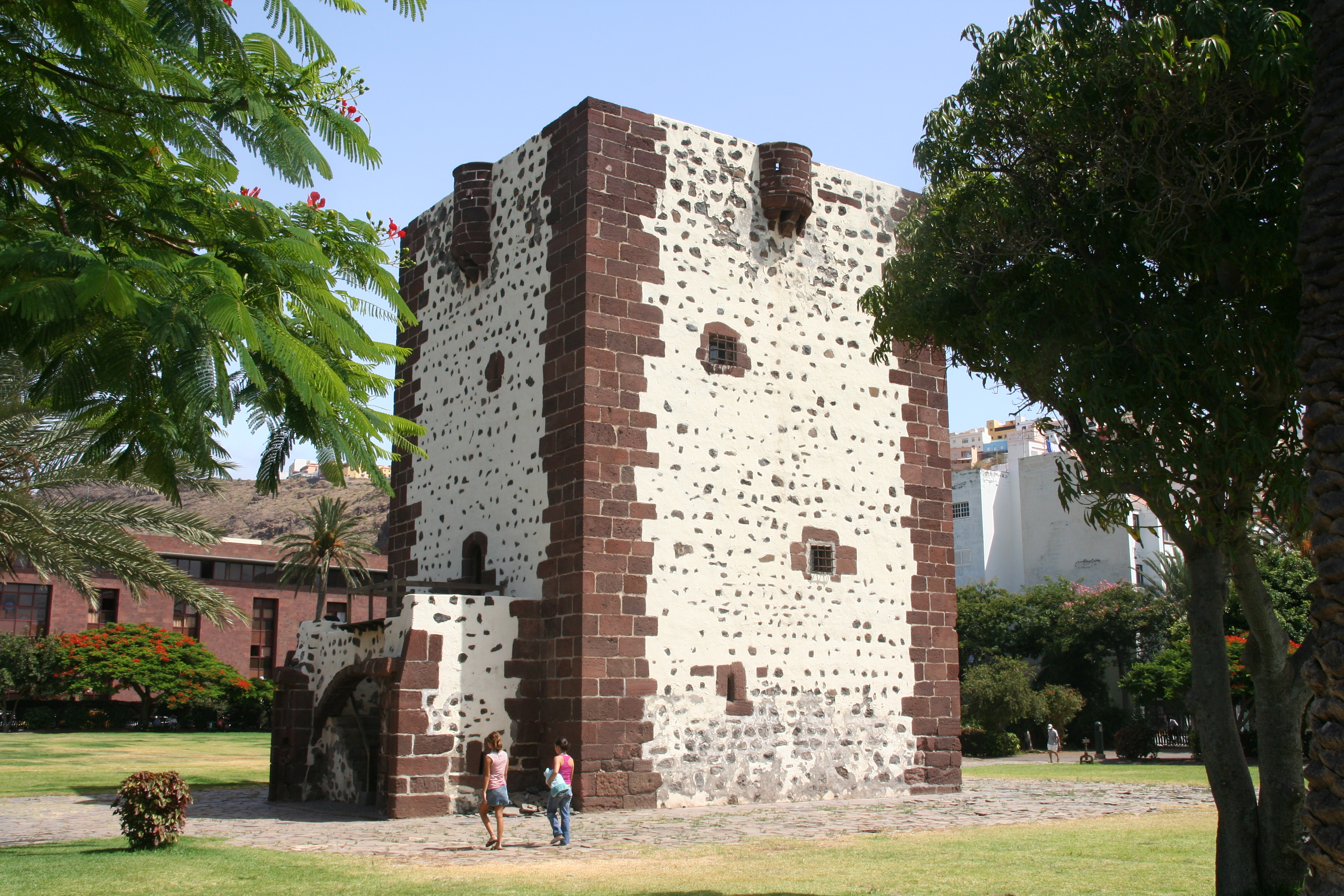
Torre del Conde

La muerte de Juan Rejón a manos de Hernán Peraza por viejas rencillas hace que este último sea llamado a la Corte de los Reyes Católicos. Finalmente se salva de cualquier juicio, pero es obligado a casarse con Beatriz de Bobadilla. Debido a una revuelta de los gomeros, se refugian en la Torre del Conde y piden ayuda a Pedro de Vera que con gran crueldad asesina a gran número de rebeldes y se lleva para Gran Canaria a más de doscientos gomeros como esclavos. 
Posteriormente Hernán Peraza se enamora de Iballa, una indígena gomera, y en uno de sus encuentros amorosos es asesinado por Hupalupo, padre de Iballa, y por Hautacuperche. Después de su muerte el pueblo se levantó de nuevo en contra del señorío. Pedro de Vera acudió otra vez en ayuda de Beatriz de Bobadilla y huyeron los gomeros a las cumbres. Pedro de Vera, mediante la astucia, quiso vengarse, y publicó un bando en el que el cualquier gomero que no acudiera a las honras fúnebres de Fernán Peraza, sería acusado de cómplice y traidor, asimismo indultaría a aquellos que acudieran. Los que acudieron al funeral en la Villa serían inmediatamente hechos presos, así como también fueron apresados algunos que permanecieron en las cumbres. Se ordena la condena a muerte de todos los indígenas mayores de quince años, si bien esta medida no se llevó a la práctica en su totalidad. No satisfecho con los asesinatos, a su llegada a Gran Canaria, ordenó ajusticiar a todos los gomeros que se encontraban en aquella isla y deportó como esclavos a gran parte de niños y mujeres, hacia la península o hacia las otras islas. Posteriormente muchos de los que fueron deportados como esclavos regresarían a la isla de La Gomera.
Unos años más tarde La Gomera entra en los libros de historia como la última tierra pisada por Cristóbal Colón antes de llegar a América, en su primer viaje. El lugar donde se afirma que se alojó es ahora un museo conocido como la Casa de Colón, aunque no hay documentación que respalde esa afirmación.

### Historia contemporánea

#### Debate historiográfico
La mayor parte de los escasos trabajos que se han acercado al análisis de la sociedad gomera contemporánea han dejado patente, de forma directa o indirecta, el carácter capitalista de esta y, por tanto, de su base económica. Estas interpretaciones no fueron fórmulas sui generis aplicadas al caso de La Gomera; antes, al contrario, responden a la síntesis de algunas líneas explicativas que se manejaron en los debates historiográficos de Canarias generados a partir de finales de los años setenta. La mayor parte de esas líneas o corrientes, aunque difieran en la forma concreta de desenvolvimiento del proceso socioeconómico contemporáneo canario (1800-1980), parten de una misma premisa: Canarias se transformó en una sociedad capitalista entre mediados del siglo XIX y el primer cuarto del XX, aspecto en el que tuvo un protagonismo destacado el capital extranjero. Aferrados a los impulsos de la influencia del comercio marítimo, de la agricultura de exportación y del trabajo asalariado en las fincas de esta, tejieron todo un discurso argumental tendente a afirmar la cualidad capitalista de la economía y la sociedad insulares. Unos mirando hacia el interior de la sociedad isleña, otros hacia afuera, al tiempo que pasaban por alto la objetividad de las relaciones de producción precapitalistas (semifeudales) que sostenían la base económica canaria: la agricultura.
Asumiendo los planteamientos de las corrientes de pensamiento e interpretación sobre la sociedad canaria en boga en aquellos años (décadas de 1970 y 1980), los autores que se acercaron al estudio de la sociedad gomera llegaron a las mismas conclusiones. En síntesis, venían a afirmar que la sociedad isleña era capitalista y que, en todo caso, podrían aparecer algunas trazas de relaciones precapitalistas que estaban subordinadas a aquel modo de producción. Si bien en muchas ocasiones señalan anacronismos en su estructura, no dejan de afirmar, por otra parte, que se trata de deformaciones, anomalías e imperfecciones propias del modo de producción capitalista. Por ese motivo, no reconocen o, incluso, niegan la semifeudalidad para buscar soluciones teóricas en las que se combinan posicionamientos a favor del triunfo del liberalismo con los derivados de las tesis del capitalismo periférico (teoría de la dependencia), muy en boga en esas décadas. 
Por el contrario, ha habido otros investigadores para los que la existencia de esas relaciones precapitalistas en la etapa contemporánea de las islas respondió al fallido proceso de transformación de Canarias en una sociedad plenamente capitalista. Diversos autores han dejado constancia en sus investigaciones de la pervivencia de relaciones de producción precapitalistas (semifeudales), tanto en el terreno de las relaciones de producción y de propiedad como en su manifestación política (caciquismo).
Junto a esos análisis también se han empleado para La Gomera otros argumentos como el del determinismo ambiental o determinismo geográfico. Este enfoque estriba en otorgar al medio físico, natural, un papel destacado en la organización de la sociedad. Entiende al Hombre como un producto de su medio, como un organismo más en permanente proceso de adaptación al mismo. Convierte al medio en un factor primario, es decir, sobresaliente en la dualidad Naturaleza-Sociedad. Los autores que se apoyan en esta interpretación justifican, en mayor o menor grado, que las limitaciones y adversidades que ha sufrido la sociedad gomera a lo largo de su historia tienen como punto de partida su medio geográfico. Para ellos la pobreza del campesino gomero se debe a la abrupta topografía, a la falta de suelos o a la aridez. Y en ellas se encierran también las causas de la constante emigración de la población insular. Para esta corriente de interpretación, las relaciones horizontales y verticales en el seno de la sociedad isleña, la dialéctica social, queda mediatizada por esos condicionantes al margen de la voluntad humana. 
Hasta el momento, las tesis que defienden la preponderancia del capitalismo y el rigor del medio físico han sido las piedras angulares sobre las que ha girado la interpretación del proceso histórico contemporáneo gomero. Bajo ese paraguas epistemológico se llevaron a término los estudios relacionados con la historia contemporánea insular en las últimas cuatro décadas.

#### Sucesos de Hermigua
Los llamados Sucesos de Hermigua tuvieron lugar el 22 de marzo de 1933 y fueron el clímax alcanzado por el empeño de los caciques gomeros por impedir cualquier tipo de organización obrera para así proteger su estatus feudal.
Desde julio de 1932, la carretera en construcción desde La Villa hacia Vallehermoso, se paralizó por presiones de los caciques de Hermigua, los Ramón Plasencia, Nicasio León, entre otros, impidieron que los obreros con sindicalización pudieran trabajar en las obras de dicha infraestructura. Lo cual significó que el 20 % de la población total de Hermigua, unos 500 trabajadores, estaba en paro, de los cuales, unos 450 estaban afiliados a la Federación Obrera de Hermigua, de los que a su vez, unos 300 eran jornaleros. 
Por las instancias presentadas por la Federación Obrera ante el Gobierno Civil de Tenerife, este ordena que se admitan al menos a 100 trabajadores afiliados, que a su vez éstos y con la comunicación de Gobierno Civil en la mano, se presentaron a trabajar el día 19 de marzo. El capataz de la obra, siguiendo las órdenes del cacique Ramón Plasencia, se niega a admitirlos.
El Gobierno Civil reitera mediante telegrama la orden los dos días sucesivos del 20 y 21 con el mismo resultado de que los 100 trabajadores se ven de nuevo rechazados y tienen que regresar al Valle Alto. 
El 14 de marzo de 1933 se celebra una asamblea en la Federación y se acuerda convocar una huelga general para el día 22. El seguimiento a la huelga es absoluto y los trabajadores se dirigen a la playa para allí concentrarse, recorriendo todo el Valle. El cabo Antonio Fuentes, jefe de puesto, intenta sin éxito disolver a uno de los grupos de obreros que pasaron de camino a la playa frente al cuartelillo de la Guardia Civil, quien incluso propina un planazo de sable al manifestante Manuel Herrera (El Mangueras). Pero el seguimiento de la huelga es absoluto en todo el Valle y grupos cada vez más numerosos de trabajadores y sus familias se van concentrando camino hacia la playa.
Con el objetivo de romper la huelga y por incitación (orden) de los caciques, el cabo Fuentes, manda a un camión de Ramón Plasencia a traer a los guardias civiles que prestaban servicio en Agulo. Los manifestantes, al paso del camión por La Castellana, intentan inmovilizarlo sin lograrlo. Al regreso del camión con los nuevos guardias civiles, a la altura del Palmarej' y sobre las dos de la tarde, se encuentran con una barrera en la carretera y los obreros con sus mujeres que les salen al paso. Según las declaraciones del sumario posterior, son las mujeres las que reprochan al cabo que haya roto, con el camión de Plasencia, la huelga general con voces como «No siga. No traiga más guardias, que solo queremos el pan de nuestros hijos». La situación se va caldeando y algunos manifestantes, hombres y mujeres, tiran piedras al camión y lo golpean con cañas.

Fue entonces cuando el comandante del puesto, inopinadamente, se echó hacia atrás, dio las voces de 'carguen' y de 'fuego' y él mismo disparó la pistola contra la multitud... Fuentes disparaba y los números iban a hacerlo y los grupos rodearon a los guardias. La muchedumbre, al querer quitar las armas al cabo y al guardia Garrote, los arroja por el barranco; el otro guardia, José Cano, que se resiste y hace uso del armamento es muerto por la multitud, que exaltada y contagiada por su propio furor, da muerte a Fuentes que yace en el barranco mientras éste y Garrote disparaban sobre los grupos.
Informe en el juicio de Luis Jiménez de Asúa

El guardia José Garrote de Pedro se refugia, haciendo fuego, en casa del cacique Nicasio León, mientras que el obrero Antonio Brito Brito, que subía por el talud del barranco es alcanzado por una bala que le atraviesa el corazón y muere en el acto. Otro obrero, Domingo Medina, queda herido de gravedad y varios más heridos de menos consideración. Ese mismo día 22 salió de Santa Cruz de Tenerife el Viera y Clavijo, que desembarcó por el pescante a 37 guardias civiles al mando del teniente coronel Vara Terán a sumarse a los que ya habían acudido a Hermigua desde La Villa.
Como resultado de los sucesos de Hermigua, Vicente Valladolid Mesa, Manuel Avelino Perdomo Plasencia, Francisco Martín Negrín, Avelino Navarro Méndez, y Leoncio Fagundo Hernández fueron condenados a muerte. Domingo Medina Santos, el herido grave, fue condenado a 20 años, Juan Martín Hernández, Serafín Casanova Medina, Avelino Hernández Barrera y José León Piñero a 12 años. Fernando Ascanio Armas a 6 años. Antonia Gutiérrez González, Catalina Hernández Negrín y María Hernández Hernández a 3 años y Manuel Peraza Hernández a 2 años. Otros dieciséis hombres y una mujer fueron absueltos. 
La Ley de Amnistía del Frente Popular de febrero de 1936 los pone en libertad. Esta libertad solo durará hasta julio de 1936, momento en que comienza la guerra civil española, siendo detenidos a partir de entonces todos los implicados en los sucesos de Hermigua. Los cinco condenados a muerte son asesinados y con ellos también José León Piñero, Domingo Rodríguez, Juan Martín Hernández, Antonio Martín Hernández, Antonio Hernández García, Manuel Casanova Medina, Jesús Chávez, Tomás Brito, Enrique Biscarria (maestro), Antonia Pineda Prieto, Fernando Ascanio y Pablo Ascanio.

#### Fogueo de Vallehermoso
El Fogueo de Vallehermoso fue la defensa de Vallehermoso y de la legalidad republicana por sus habitantes y por los cuatro guardias civiles y el brigada jefe de puesto de ese pueblo ante el ataque de las tropas alzadas y los falangistas de Hermigua en julio de 1936. Terminó con varios Consejos de Guerra sumarísimos y el fusilamiento el 27 de agosto de 1936 del brigada de la Guardia Civil Francisco Mas García y los dirigentes de la Federación Obrera de Vallehermoso Ramón Cabrera Bernal y Manuel Quintana Florentino y el 10 de marzo de 1937, en el Barranco del Hierro de los también miembros de la Federación Obrera, Juan Medina Herrera, Manuel Méndez Prieto y Nicolás Prieto Ventura e indultados otros cuatro de los sentenciados a muerte.

## Gobierno y política

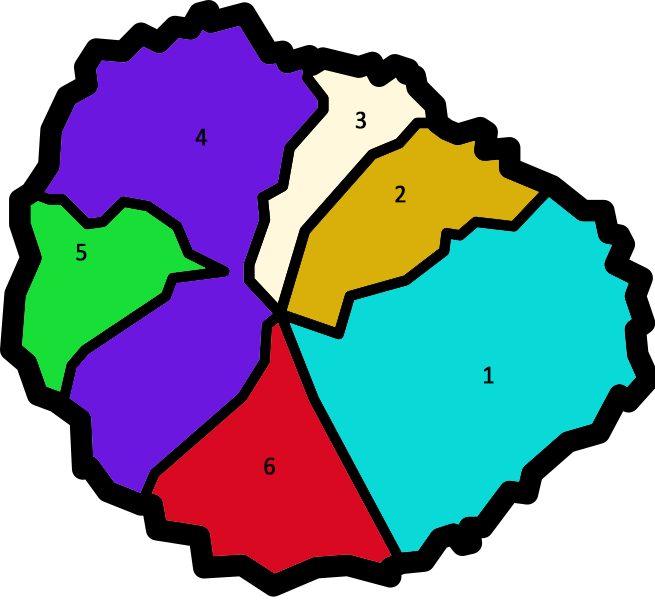
Municipios de la Gomera: 1. San Sebastián; 2. Hermigua; 3. Agulo; 4. Vallehermoso; 5. Valle Gran Rey; 6. Alajeró

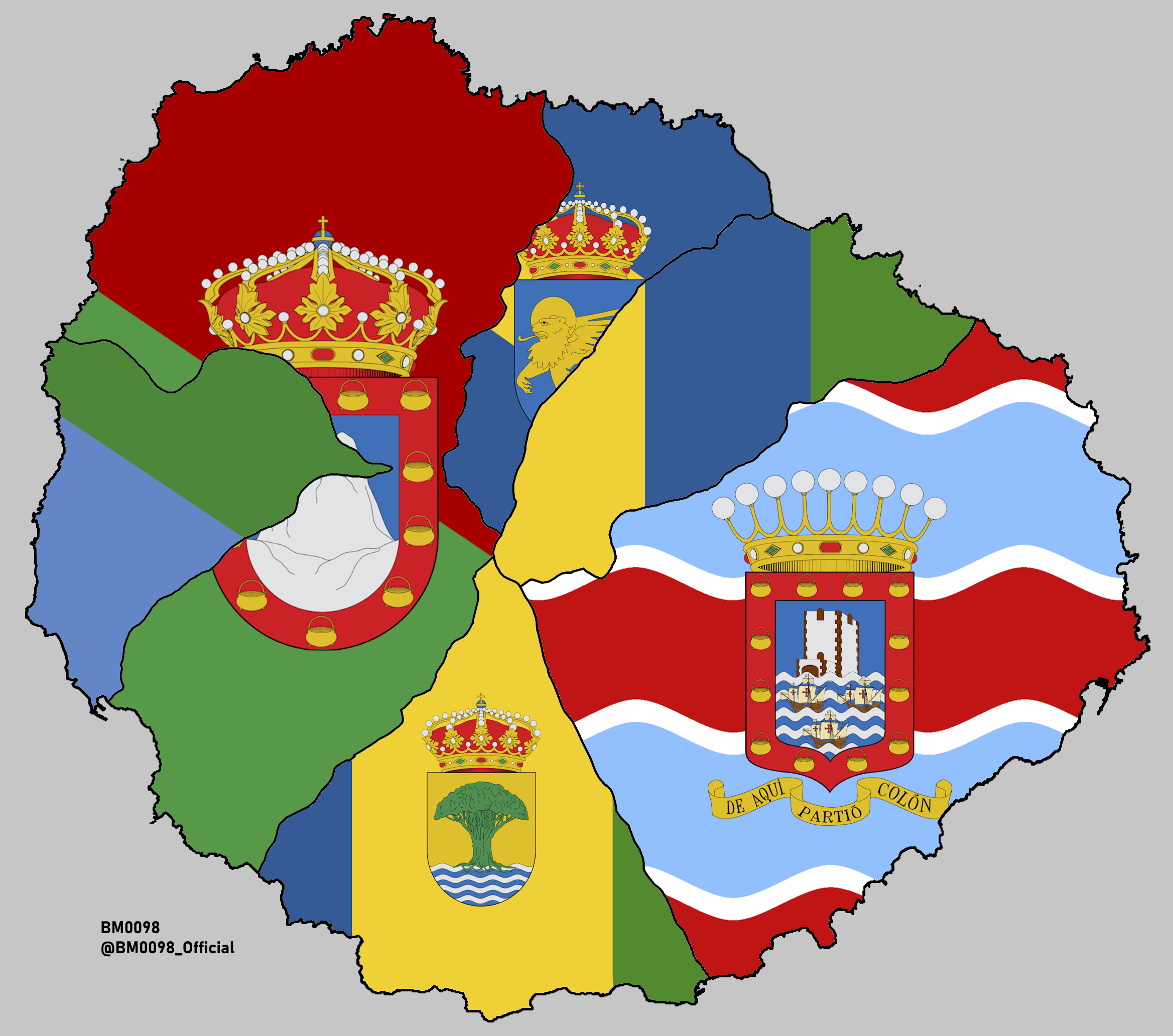
Municipios de la Isla de la Gomera con sus Banderas Municipales

|  |  |

### Cabildo
El órgano de gobierno de la isla es el Cabildo Insular, con sede en San Sebastián y presidido desde 1991 por Casimiro Curbelo, de la Agrupación Socialista Gomera.

### Municipios
La isla está dividida en seis municipios:
- Agulo
- Alajeró
- Hermigua
- San Sebastián de la Gomera
- Vallehermoso
- Valle Gran Rey

## Demografía
La Gomera tiene una población de 21 798 habitantes (2023) por lo que es la sexta isla de Canarias en cuanto a población.
| Gráfica de evolución demográfica de La Gomera entre 1900 y 2021          |
|                                                                          |
| Residentes habituales oficiales según los censos de población del ISTAC. |

## Cultura

### Religión
La población de la isla de La Gomera profesa mayoritariamente la religión católica, aunque conviven con otras confesiones religiosas como evangélicos, testigos de Jehová y baha'is. La isla forma un arciprestazgo perteneciente a la diócesis de San Cristóbal de La Laguna, el arciprestazgo de La Gomera.
La isla se encuentra bajo el patronazgo de la Virgen de Guadalupe y San Sebastián, este último es también el santo patrono de la capital de la isla. Festivo insular en la isla de La Gomera es el lunes siguiente al primer sábado del mes de octubre, festividad de la Virgen de Guadalupe.

### Tradiciones

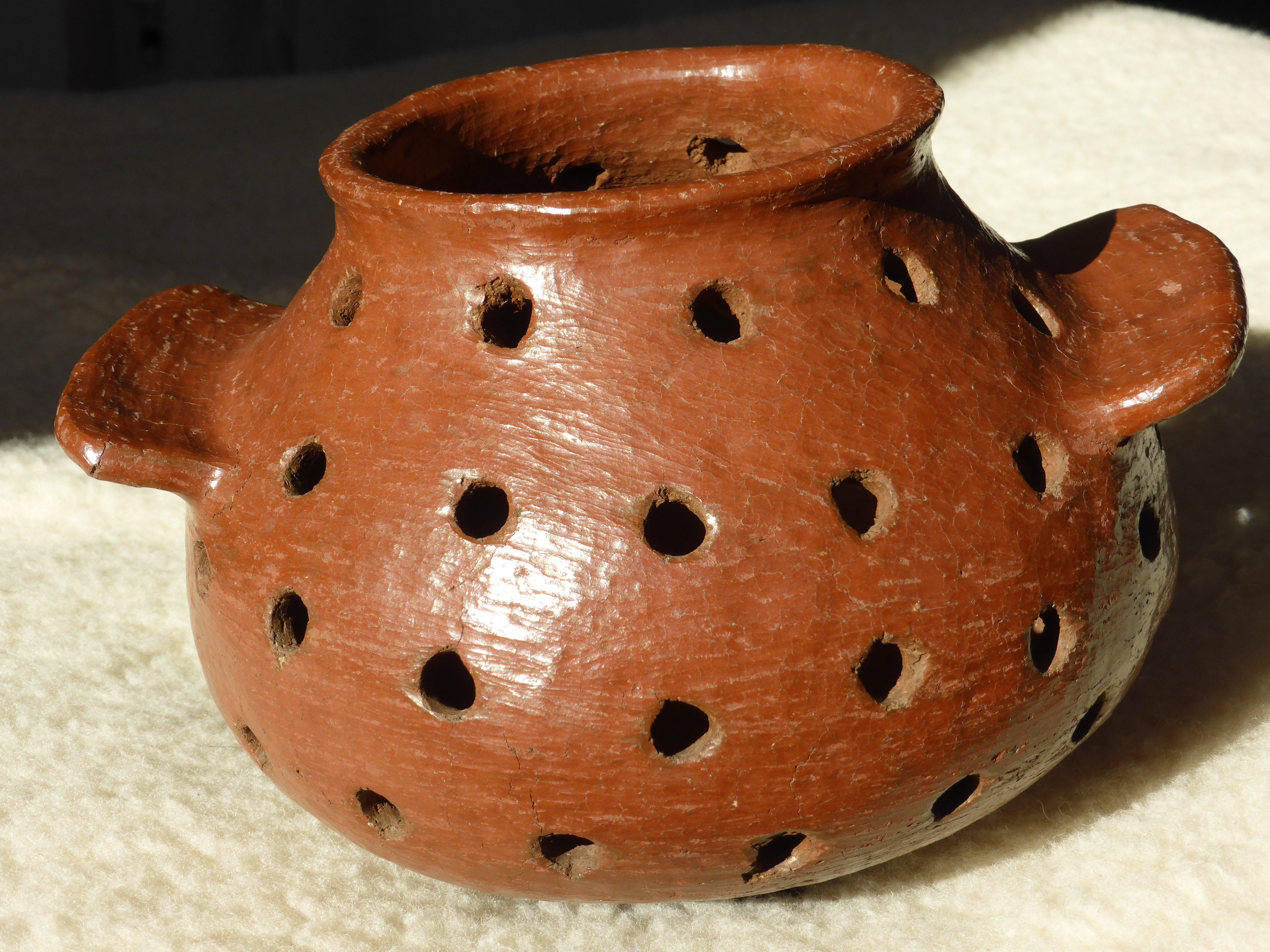
Pieza realizada por doña Guadalupe Niebla, en 1990

La Gomera es quizá una de las islas del archipiélago que mejor ha conservado ciertas tradiciones de los habitantes prehispánicos. Todavía se puede contemplar a las loceras mujeres artesanas del barro («mazapé»), elaborando sin torno piezas alfareras, muy similares a las que utilizaban los aborígenes, ayudándose tan solo de cantos rodados y pequeños instrumentos de madera, como en el norte de África. El baile del tambor, o «tajaraste» usa las mismas «chácaras» y tambores que encontraron los europeos cuando llegaron a la isla y la agitada danza que ejecutan los bailarines no ha cambiado durante siglos. Otra tradición turística es el vertiginoso salto con pértiga que realizan para desplazarse en los barrancos los gomeros más hábiles.

### Silbo gomero
El silbo gomero continúa vivo; consiste en un auténtico lenguaje silbado con el que es posible comunicarse a larga distancia de aproximadamente 3 kilómetros, utilizando sólo la boca y los dedos. Ha sido declarado Patrimonio de la Humanidad.
Este se imparte en las escuelas de toda la isla hasta la enseñanza secundaria obligatoria que se da con la materia de lengua castellana y literatura y solamente es para los alumnos de primero y segundo de la ESO.

### Celebraciones religiosas

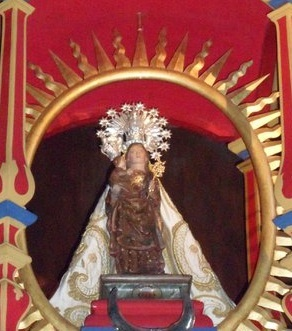
Nuestra Señora la Virgen de Guadalupe, patrona de La Gomera

Cada cinco años se celebra la Bajada de la Virgen de Guadalupe (patrona de la isla), desde su ermita en Puntallana hasta la capital. Se la transporta en barco hasta la playa de San Sebastián donde diversas personas la acogerán y la transportaran a través de toda la isla durante dos meses. La bajada empieza el lunes siguiente al primer sábado de octubre, y tras esta peregrinación por toda la isla, la imagen regresa a su ermita. Dicho regreso coincide con el día de la onomástica de esta advocación mariana, es decir el 12 de diciembre o bien el sábado siguiente. Una vez en su templo, la imagen no vuelve a realizar esta cita lustral hasta dentro de cinco años. Esta bajada se realiza cuando los años acaban en «3» u «8».
Otras fiestas religiosas destacadas se celebran en San Sebastián de La Gomera en enero en honor al patrono del municipio San Sebastián de Narbona (20 de enero) y la de Virgen de Candelaria en Chipude (15 de agosto). Otras fiestas importantes son la Bajada de la Virgen de los Reyes en Valle Gran Rey (diciembre cada cinco años) y las Fiestas Lustrales de Vallehermoso con la celebración de la Bajada de la Virgen del Carmen que se celebra los años terminados en 0 y en 5 (la Bajada de la Virgen del Carmen desde su templo en el Alto Ingenio tiene lugar el día 16 de julio); entre otras celebraciones que se producen en la isla.

### La Gomera en el cine
Algunas películas rodadas o relacionadas con la isla han sido:
- Guarapo
- En el corazón del mar (In the heart of the sea)
- La niebla y la doncella
- Furia de Titanes 2
- La Gomera

## Hermanamientos
- Güímar en Tenerife (España, desde 2001).[27]